# Ejderpolitikken
 Der er for få eller ingen kildehenvisninger i denne artikel, hvilket er et problem. Du kan hjælpe ved at angive troværdige kilder til de påstande, som fremføres i artiklen.

Ejderpolitikken havde som mål at genoprette Danmarks historiske sydgrænse ved floden Ejderen mellem Sønderjylland og Holsten. Tilhængerne, som især var de nationalliberale, ville knytte Hertugdømmet Slesvig (også kaldet Sønderjylland) fastere til Danmark, hvorimod det tysktalende hertugdømme Holsten skulle overlades til en fremtid i det Tyske Forbund. Politikken er kendt for slagordet Danmark til Ejderen.
Modsætningen til Ejderpolitikken var Slesvigholstenismen, som ville oprette en tysk stat bestående af Slesvig/Sønderjylland og Holsten. Det tredje alternativ var at bevare status quo, Helstaten bestående af Danmark, Slesvig, Holsten og Lauenborg indtil 1864.
Ejderpolitikken var aktuel i forbindelse med Treårskrigen og 2. Slesvigske Krig, men blev igen diskuteret som en mulighed efter 1. verdenskrig og 2. verdenskrig.

## 1842-1864
Orla Lehmann formulerede Ejder-programmet den 28. maj 1842. Ejder-programmet gik ud på, at de tyske hertugdømmer Holsten og Lauenborg skulle udskilles af det Danske Monarki, mens Hertugdømmet Slesvig skulle være en almindelig provins i Kongeriget Danmark. Kravet var delvis en modreaktion mod slesvig-holstenismens krav om at hele Slesvig skulle være tysk, dog i personalunion med Danmark.
Ejderprogrammet fik støtte fra De Nationalliberale. Derimod ønskede Bondevennerne og de konservative helstatsmænd, at Holsten og Lauenborg skulle bevares som fuldgyldige dele af det danske monarki. Den slesvig-holstenske bevægelse ønskede derimod principielt, at Sønderjylland skulle være tysk. Den modsatte sig derfor også Ejderpolitikken. Ejderprogrammet fik stor indflydelse på folkestemningen i Danmark, Norge og Sverige.
Orla Lehmann tog kontakt til dansksindede i Nordslesvig (både bønder og liberale i byerne) og til de få dansksindede på universitetet i Kiel. Et af resultaterne var, at Peter Hiort Lorenzen, en liberal købmand fra Haderslev, den 11. november 1842 talte dansk i Slesvigs stænderforsamling. Det næste resultat var de store folkemøder, der i 1840'erne blev holdt på Sønderjyllands højeste punkt, Skamlingsbanken. På det første Skamlingsbanke-møde den 18. maj 1843 blev Peter Hiort Lorenzen hædret for sin indsats. Der fandtes tilsvarende tyske folkemøder, især i Sydslesvig. Det var imidlertid ikke i Slesvig, men primært i Holsten (især Kiel) og i København, at de mest nationalistiske holdninger blev udviklet.
Ejderpolitikken provokerede de tysksindede liberalister i hertugdømmerne, som forventede at få Preussens støtte i deres bestræbelser på at opnå løsrivelse fra Danmark. Dette var optakten til Treårskrigen.
.
Efter afslutningen på Treårskrigen i 1850 tvang stormagterne Danmark til at fastholde en helstatspolitik, hvor forholdet mellem statsdelene ikke måtte ændres. Denne politik, der blev kaldt "den europæiske nødvendighed", blev bekæmpet af slesvig-holstenerne og kom derfor aldrig til at virke i praksis. London-protokollen fra 1852 fastslog, at enevælde fortsat skulle gælde i hertugdømmerne, selv om Danmark havde fået en demokratisk grundlov. Fællesforfatningen for den danske helstat (kongeriget og hertugdømmerne) var ifølge aftalen en sikkerhed for, at helstatens fælles anliggender fortsat kunne fungere, trods de forskellige styremåder.
Denne aftale var reelt en bombe under Ejderpolitikken. Men de liberale kræfter i Danmark arbejdede stadig for, at Holsten skulle adskilles fra Danmark. I sidste ende frygtede de, at Holsten via sin rolle i rigsrådet førte til tysk indblanding i ikke kun Slesvig, men også i rent danske forhold. De liberale kræfter i Holsten var for så vidt enige, men de ønskede at også Slesvig skulle løsrives, og at der skulle oprettes et Slesvig-Holsten inden for det Tyske Forbund.
Indenrigspolitisk blev de ejderdanske nationalliberale holdt ude af de konservative helstatsregeringer i begyndelsen af 1850'erne. De adelige holstenere, som var repræsenterede i regeringen, var modstandere af demokratiet i Holsten og blokerede også for reformer i selve Danmark, hvorved den politiske proces gik i stå.
I 1850'erne pressede de de ejderdanske nationalliberale gennemførelsen af sprogreskripterne i Mellemslesvig. De betød, at dansk skulle være skolesprog i de områder, hvor befolkningen talte dansk (sønderjysk). Den nordligste del af Slesvig var dog fortsat rent dansksproget, og den sydligste del fortsat rent tysksproget. Formålet var at bremse tilbagegangen for dansk, men reformerne blev indført af regeringen uden egentlig debat. Det vakte mange tysksindedes vrede, da de igennem århundreder havde været vant til tysk som det dominerende sprog. De tyske så sprogreskripterne som et forsøg på "danisering" og dansk undertrykkelse.
I 1857 dannede den nationalliberale C.C. Hall regering. Nu formulerede de nationalliberale en Ejderpolitik på langt sigt. Holsten og Lauenborg skulle langsomt opgives, mens Sønderjylland skulle knyttes tættere til det egentlige Danmark.
I 1858 ophævede det tyske forbund fællesforfatningen for Holstens og Lauenborgs vedkommende, formelt med den begrundelse, at disse to hertugdømmer samtidig var medlemmer af det tyske forbund. I den fælles dansk-slesvigsk-holstenske regering (rigsrådet) førte dette til konflikter mellem de demokratiske politikere fra Danmark, der ønskede reformer, og de adelige repræsentanter for Holsten, der ønskede en meget konservativ kurs.
I 1863 mente Hall sig stærk nok til at kunne gennemføre sin politik. Gennem Novemberforfatningen skulle Sønderjylland knyttes til kongeriget. Samtidig skulle Hertugdømmet Slesvig bevare et selvstyre med egen landdag og altså ikke indlemmes i kongeriget. Processen blev kaotisk, da kong Frederik VII døde den 15. november uden at have underskrevet den nye forfatning, og hans efterfølger, Christian IX som helstatsmand var modvillig overfor forfatningen. Novemberforfatningen vakte stærk modstand blandt de tysksindede i hertugdømmerne og i det tyske forbund. Den tysk-nationale opinion vejrede nu mulighed for revanche for Treårskrigen. I den tyske forbundsdag i Frankfurt agiterede et flertal for at befri hertugdømmerne for afhængigheden af Danmark og skabe en ny tysk stat af dem.
Ministerpræsident Otto von Bismarck i Preussen var under stærkt pres fra borgere, der ønskede reformer i den konservative junkerstat. Han var derfor ikke interesseret i at styrke de liberale kræfter i det tyske forbund med endnu en stat, dvs. et selvstændigt Slesvig-Holsten. Derfor allierede han sig med Østrig, officielt for at presse Danmark til at efterkomme Londonaftalens bestemmelser om hertugdømmernes frie stilling, som var underskrevet af Preussen og Østrig, men ikke af det tyske forbund. I sine erindringer har han afsløret, at hensigten var at erobre Slesvig og Holsten og indelemem disse i Preussen, som et led i hans bestræbelser på at gøre Preussen til den egentlige tyske stormagt.
C.C. Hall var under stærkt pres og valgte at indgive sin afskedsbegæring i julen 1863. Omtrent samtidig vedtog den tyske forbundsdag at besætte Holsten. Derefter fik Danmark, der nu blev ledet af D.G. Monrad den 16. januar 1864 et ultimatum om, at novemberforfatningen skulle ophæves og danske tropper rømme Slesvig inden for 48 timer. Da Danmark ignorerede kravet, som i øvrigt næppe var muligt at gennemføre indenfor tidsfristen, gik preussiske og østrigske tropper ind i Slesvig. Novemberforfatningen udløste således den 2. Slesvigske Krig i 1864. Ved Freden i Wien måtte det danske monarki afstå Slesvig, Holsten og Lauenborg til Preussen og Østrig.

## 1920
Ved genforeningen 1920 fandtes Flensborg-bevægelsen, der ønskede en grænse lige syd for Flensborg og Dannevirke-bevægelsen, der ønskede, at Dannevirke eller Ejderen skulle være grænsen.
Flensborg-bevægelsen udløste den dramatiske Påskekrise i 1920, hvor Ministeriet Zahle II blev afskediget. 

## 1945-1949 i Sydslesvig
Efter 2. verdenskrig begyndte store dele af den hjemmehørende befolkning i Sydslesvig at identificere sig med Slesvig frem for den tyske nation, og mange, som hidtil havde været tysksindede, tilsluttede sig den danske bevægelse. Efter at briterne havde besat Sydslesvig i maj 1945, krævede mange hjemmehørende en genforening med Danmark eller oprettelse af et selvstændigt mandatområde. Inden englænderne fik det forbudt, nåede mange at afgive loyalitetserklæring til Danmark.
Der blev også skabt dansk flertal i mange kommunalbestyrelser. Det skønnes, at over 50 procent af den hjemmehørende befolkning stemte på danske kandidater ved landdagsvalget i 1947. Dette slog dog ikke igennem på det samlede resultat, da omkring halvdelen af vælgerne var hjemstavnsfordrevne flygtninge fra de tyske østområder.
Der kom efterhånden også en tysk modbevægelse. Tyske embedsmænd afviste ønsket om en genforening, og det britiske militærstyre ønskede en hurtig normalisering af Tyskland, hvorfor man forbød enhver form for agitation både for en grænseflytning og for at Sydslesvig skulle adskilles fra Holsten eller have en særlig status i Tyskland. Den danske regering og danske politikere, undtagen personer som statsminister Knud Kristensen, afviste også klart en genforening.
Efter dannelsen af Forbundsrepublikken Tyskland i oktober 1949 døde den ejderdanske bevægelse i Sydslesvig langsomt hen. Det danske mindretal var klart styrket i forhold til mellemkrigstiden, men det danske mindretal bestod nu både af "nye" og "gamle" danskere (de "gammeldanske" havde også været danske i perioden 1920-45). Mindretallet blev modarbejdet af den slesvig-holstenske regering i Kiel frem til 1955 og København-Bonn-erklæringerne, hvorefter spændingerne blev mindre.

## 1945-1969 i Danmark
Den 9. maj 1945 erklærede statsminister Vilhelm Buhl, at grænsen ligger fast. Denne erklæring blev støttet af et stort flertal i Folketinget, og den blev officiel politik også for senere danske regeringer. Alligevel støttede en stor del af befolkningen en eventuel folkeafstemning i Sydslesvig. Op til januar 1946 var der indsamlet en halv million underskrifter på et krav om, at Sydslesvig skulle blive løsrevet fra tysk styre og en meningsmåling fra samme måned viste, at 75 %  gik ind for folkeafstemning om landsdelens tilhørsforhold. Den 5. juni 1946 erklærede den danske statsminister Knud Kristensen således at Sydslesvig skulle genvindes folkeligt, kulturelt og dernæst også politisk, dog viste det sig, at det politiske Danmark var dybt splittet i Sydslesvig-spørgsmålet. Briterne tilbød den danske regering i efteråret 1946 i septembernoten en grænserevision, som Danmark en måned senere i oktobernoten afslog.
Af to grunde mødtes den sydslesvigske bevægelse for genforening med skepsis i Danmark.
For det første havde der været et solidt tysk flertal i Mellemslesvig ved folkeafstemningen i 1920. For det andet havde nazisterne fået høje stemmetal særligt i sydslesvigske landdistrikter i 1932 og 1933. I Danmark var man ikke opmærksom på, at kriseramte landmænd havde stemt på nazisterne i protest mod Weimarrepublikkens centralisme.
Aktivistiske kredse formulerede dog en ny Ejderpolitik til støtte for sydslesvigerne. Politisk opnåede Sydslesvig-aktivisterne kun støtte fra Dansk Samling, der havde 4 mandater i Folketinget.
I 1947 erklærede statsminister Knud Kristensen fra Venstre, at han som privatmand mente, at Sydslesvig genvundet, det er kampens mål. Samtidigt fastholdt regeringen officielt, at grænsen ligger fast.
Denne uklare politik medførte, at regeringen blev væltet i Folketinget. Ved det efterfølgende valg røg Dansk Samling ud af Folketinget, mens Venstre gik kraftigt frem, men partiet mistede alligevel regeringsmagten.
I 1949 forlod Knud Kristensen dansk politik. Ejderpolitikkens periode var slut.
Senere forsøgte Knud Kristensen et politisk come back med partiet De Uafhængige, men Ejder-programmet kom ikke på den politiske dagsorden igen, selvom nationale aktivister uden for Christiansborgs mure igen og igen forsøgte at trænge igennem til politikerne - om fornødent ved at gennemtvinge et regeringsskifte. I 1949-1950 gennemførte Sydslesvigsk Udvalg af 5. Maj 1945 en underskriftsindsamling, den såkaldte Selvbestemmelsesadresse, der med knap 800.000 underskrifter blev Danmarkshistoriens største. Samtidig med indsamlingen gennemførte Sydslesvigsk Udvalgs formand, professor Lars Hansen Larsen (Landbohøjskolen), et barskt angreb på statsminister Hans Hedtoft, der blev beskyldt for med sin passivitet i Sydslesvig-sagen at ville kvæle den nydanske bevægelse i Sydslesvig. Hensigten var åbenlyst at fremtvinge endnu et valg på Sydslesvig.
Også på et andet område stod fronterne knivskarpt. Den nydanske bevægelse, der strakte sig over hele Sydslesvig, altså helt ned til Ejderen, ønskede ganske naturligt at sende deres børn i dansk skole. Men den danske regering lagde sig i begyndelsen af 1950'erne fast på, at den statslige kulturstøtte til Sydslesvig kun kunne udstrækkes til området nord for linjen Sli-Dannevirke-Tønning. Området syd for denne linje (med reference til Korea-krigen kaldt "den 38. breddegrad") blev overladt til sig selv.
Indignationen over denne inkonsekvens i regeringens Sydslesvig-støtte blev i de følgende år aktivisternes største aktiv. Med massiv kontant støtte fra skibsreder A.P. Møller og agitatorisk støtte fra den den populære Knud Kristensen indledte professor Hansen Larsen nu et omfattende skolerejsningsprogram langs Ejderens nordlige bred. I centrum stod Ejderskolen i Rendsborg, i periferien landsbyskolerne i Drage og Vestermølle. Oprindelig havde Hansen Larsen og A.P. Møller regnet med at bygge yderligere otte skoler, fylde dem med børn, hvorefter de alle sammen skulle væltes over på den danske stat som et sviende "tak for sidst!" til Hans Hedtoft. Det var højt spil, og det blev opdaget på Christiansborg, hvor politikerne erklærede, at Hansen Larsen selv måtte bære ansvaret for driften af de skoler, han byggede.
Det førte til en kursændring. I de følgende år satsede Hansen Larsen og Ejderindsamlingen på at udbygge og drive de allerede opførte skoler - stadig med støtte fra A.P. Møller. Skolerne blev nu spundet ind i Hansen Larsens stadig mere grovkornede nationalistiske agitation, der stædigt krævede Sydslesvig hjem og bevidst gik efter at forhindre den omsiggribende forsoning med de evigt støvletrampende og aggressive tyskere.
Først i 1968, tre år efter A.P. Møllers død, faldt bunden ud af Ejderindsamlingens økonomi, og Hansen Larsen måtte året efter overdrage hele sit private, aktivistiske skolevæsen med bygninger, personale, børnehaver, forsamlingshuse og busser til den store, statsstøttede skoleorganisation i Sydslesvig, Dansk Skoleforening for Sydslesvig.
Dermed lukkede og slukkede den sidste udløber af Ejderpolitikken. 